# جارد ديفريز
جارد ديفريز (بالإنجليزية: Jared DeVries)‏ هو لاعب كرة قدم أمريكية أمريكي، ولد في 11 يونيو 1976 في أبلينغتون في الولايات المتحدة.

## وصلات خارجية
- جارد ديفريز على موقع مرجع كرة القدم المحترفة.كوم (الإنجليزية)